# Tabea Alt
Pour les articles homonymes, voir Alt.
Tabea Alt est une gymnaste allemande, née le 18 mars 2000 à Ludwigsbourg.

## Biographie
Tabea Alt participe à sa première compétition internationale senior lors de l'American Cup en 2016, où elle se classe 7e au concours général. Elle est sélectionnée ensuite pour les Jeux olympiques de Rio, où elle participe à la 6e place allemande par équipes.
En 2017, elle remporte la médaille d'or du concours général lors de deux étapes de coupe du monde, à Stuttgart et à Londres. Lors des championnats du monde à Montréal la même année, elle se classe 10e au concours général puis remporte la médaille de bronze à la poutre.

## Palmarès

### Jeux olympiques
- Rio 2016
  - 6e au concours général par équipes

### Championnats du monde
- Montréal 2017
  -  médaille de bronze à la poutre (1re des qualifications)
  - 10e au concours général individuel

### Autres compétitions internationales
- American Cup 2016
  - 7e au concours général individuel

- Test Events Rio 2016
  -  médaille d'argent au concours général par équipes

- Coupe du monde à Stuttgart 2017
  -  médaille d'or au concours général individuel

- Coupe du monde à Londres 2017
  -  médaille d'or au concours général individuel